# حقوق بث كأس العالم 2014
تم بيع حقوق البث لمباريات بطولة كأس العالم لكرة القدم لعام 2014 من قبل الاتحاد الدولي لكرة القدم (الفيفا) مباشرة، أو من خلال شركات أو منظمات مرخصة مثل اتحاد البث الأوروبي، منظمة أمريكا اللاتينية للتلفزة، محتوى الوسائط الدولي، شركة دنتسو اليابانية، ريو غراندي دو سول (آر إس) للبث الدولي والإدارة الرياضية (البرازيل) ومؤسسة الشركاء الإعلاميون وسيلفا (إم بي وسيلفا).
يتم وضع العديد من المناطق والدول في مجموعات(مثل مجموعة الهند، ومجموعة إيطاليا، ومجموعة الجزائر، وجمهورية كوريا) لأنها تتقاسم في جهات بث مشتركة، وأحيانا في مساحات جغرافية مشتركة:
سوف يكون بث كأس العالم لكرة القدم لعام 2014 هو الأوسع انتشارا من أي وقت مضى. فسوف يتم البث الحي لمباريات كأس العالم 2014 في أكثر من 175 بلدا عبر أنحاء العالم. ستكون هذه هي كأس العالم الأخيرة التي تبث عبر سلسلة شبكات إي إس بي إن ESPN ونيفيسيون Univisión الناطقة بالإسبانية في الولايات المتحدة، حيث أن قنوات فوكس الرياضية Fox Sports وشبكة تيلموندو Telemundo سيتولان التغطية الإعلامية بدءا من كأس العالم لكرة القدم لعام 2018.

## البث التلفزيوني
| الدولة/المنطقة | القناة الناقلة | المصدر               |
| --- | --- | -------------------- |
| أفغانستان | شبكة تلفزة أريانا [الإنجليزية] Ariana TV أو ATN | [ 1 ]                |
| ألبانيا | الألبانية للإذاعة والتلفزيون شبكة RTSH | [ 1 ]                |
| الجزائر | تلفزيون الجزائر ENTV | [ 1 ]                |
| أندورا | قناة تي أف 1 (TF1) الفرنسية، وبي إن سبورت - إحدى الشركات التابعة لشبكات الجزيرة الإعلامية | [ 1 ]                |
| أنغولا | التلفزيون العام لأنغولا TPA | [ 1 ]                |
| أروبا | قناة تيلي أروبا [الإنجليزية] TeleAruba | [ 1 ]                |
| أرمينيا | قناة أرمينيا الأولي [الإنجليزية] ARMTV | [ 1 ]                |
| الأرجنتين | قناة البطولات والمسابقات [الإنجليزية] TyC، التلفزيون العام الرقمي (الأرجنتين) [الإنجليزية] TV Pública Digital                                                                                    | [ 1 ]                |
| أستراليا | خدمة البث المميز شبكة خدمة البث المميز SBS | [ 4 ]                |
| النمسا | هيئة الإذاعة والتلفزيون النمساوية ORF | [ 1 ]                |
| أذربيجان | التلفزيون العام لأذربيجان [الإنجليزية] İTV | [ 1 ]                |
| روسيا البيضاء | تلفزيون الدولة القومي وشركة الراديو لجمهورية روسيا البيضاء [الإنجليزية] BTRC | [ 1 ]                |
| بلجيكا | هيئة البث الاذاعي والتليفزيوني الفلمنكية [الإنجليزية] VRT، الإذاعة والتلفزيون البيلجيكي الفرنكوفوني RTBF                                                                                         | [ 1 ]                |
| بنين | مكتب الإذاعة والتلفزيون لبنين ORTB | [ 1 ]                |
| بوليفيا | قناة الأحمر الأول لبوليفيا [الإنجليزية] Red Uno، شبكة يونيتل بوليفيا [الإنجليزية] Unitel، قناة تلفزيون بوليفيانا [الإنجليزية]TV Boliviana، شركة ميليكوم [الإنجليزية] Millicom للإعلام والاتصالات | [ 1 ]                |
| البوسنة والهرسك | هيئة الإذاعة والتلفزيون للبوسنة والهرسك BHRT | [ 1 ]                |
| بلغاريا | التلفزيون القومي البلغاري [الإنجليزية] BNT | [ 1 ]                |
| بوركينا فاسو | إذاعة وتلفزيون بوركينا [الإنجليزية] RTB | [ 1 ]                |
| بوروندي | الإذاعة والتلفزيون القومي لبوروندي [الإنجليزية] RTNB | [ 1 ]                |
| البرازيل | شبكة غلوبو، شبكة بانديرانتيس، شبكة سبورتيفي [الإنجليزية]SporTV، شبكة إي إس بي إن البرازيل [الإنجليزية] ESPN، قناة فوكس الرياضية (البرازيل) [الإنجليزية]                                          | [ 1 ]                |
| بروناي | Astro | [ 1 ]                |
| الكاميرون | CRTV | [ 1 ]                |
| كمبوديا | CTN | [ 5 ]                |
| كندا | CBC، سبورتس نت [الإنجليزية]، TVA | [ 1 ] [ 6 ] [ 7 ]    |
| الرأس الأخضر | RTC | [ 1 ]                |
| الكاريبي قائمة البلدان / المستعمرات - أنغويلا - أنتيغوا وباربودا - أروبا1 - باهاماس - باربادوس - بليز - برمودا - بونير - جزر العذراء البريطانية - جزر كايمان - كوراساو - دومينيكا - جمهورية الدومينيكان - غرينادا - غيانا - هايتي - جامايكا2 - مونتسرات - سانت كيتس ونيفيس - سانت لوسيا - سانت فينسنت والغرينادين - سورينام3 - ترينيداد وتوباغو4 - جزر توركس وكايكوس - جزر العذراء الأمريكية5                                                                                                   | SportsMax | [ 8 ]                |
| تشاد | RTNT | [ 1 ]                |
| تشيلي | تلفزيون ناسيونال د تشيلي، القناة 13، دايركت تي في، موفيستار (اتصالات) | [ 1 ] [ 9 ]          |
| الصين | تلفزيون الصين المركزي | [ 10 ]               |
| كولومبيا | تلفزيون كاراكول، تلفزيون آر سي إن، win Sports، Millicom | [ 1 ]                |
| كوستاريكا | Repretel، Teletica، Millicom | [ 1 ]                |
| ساحل العاج | RTI | [ 1 ]                |
| كرواتيا | إذاعة وتلفزيون كرواتيا | [ 1 ]                |
| قبرص | هيئة البث القبرصية | [ 1 ]                |
| التشيك | ČT | [ 1 ]                |
| الدنمارك | دي آر (إذاعة)، TV 2 | [ 1 ]                |
| جمهورية الكونغو الديمقراطية | RTNC | [ 1 ]                |
| الإكوادور | غاما فيجن ‏، قناة التليسينتر التلفزيونية ‏، Oromar Televisión, دايركت تي في | [ 1 ]                |
| السلفادور | TCS، Millicom | [ 1 ]                |
| إستونيا | ERR | [ 1 ]                |
| إثيوبيا | ETV | [ 1 ]                |
| جزر فارو | KVF | [ 1 ]                |
| فيجي | Mai TV | [ 11 ]               |
| فنلندا | أوليسراديو | [ 1 ]                |
| فرنسا والأقاليم - غوادلوب - مارتينيك - غويانا الفرنسية - لا ريونيون - مايوت - بولينزيا الفرنسية - سان بيير وميكلون - والس وفوتونا - تجمع سان مارتين - سان بارتيلمي - كاليدونيا الجديدة - أراض فرنسية جنوبية وأنتارتيكية - جزيرة كليبرتون | تلفزيون فرنسا، بي إن سبورت | [ 1 ] [ 12 ]         |
| الغابون | RTG | [ 1 ]                |
| غانا | GBC، Metro TV | [ 1 ]                |
| جورجيا | GPB | [ 1 ]                |
| ألمانيا | أي أر دي، زي دي إف | [ 1 ]                |
| اليونان | محطة الإذاعة والتلفزيون والانترنت اليونانية الجديدة | [ 1 ]                |
| جرينلاند | الهيئة الجرينلاندية للإذاعة والتليفزيون | [ 1 ]                |
| غواتيمالا | Albavisión، Radio Televisión Guatemala, Millicom | [ 1 ]                |
| غينيا | RTG | [ 1 ]                |
| هونغ كونغ | TVB | [ 13 ]               |
| هندوراس | Vica Televisión, Telesistema, Televisora Hondureña, Millicom | [ 1 ]                |
| المجر | تلفزيون المجر | [ 1 ]                |
| آيسلندا | الخدمة الإذاعية الوطنية الأيسلندية | [ 1 ]                |
| إندونيسيا | ANTV، tvOne | [ 1 ] [ 14 ]         |
| إيران | تلفزيون جمهورية إيران الإسلامية | [ 1 ]                |
| أيرلندا | RTÉ | [ 1 ]                |
| إسرائيل | IBA | [ 1 ]                |
| شبه الجزيرة الإيطالية قائمة البلدان - إيطاليا - سان مارينو - الفاتيكان | راي، سكاي إيطاليا | [ 6 ]                |
| جامايكا | CVM Television | [ 1 ]                |
| اليابان | شبكة تلفزيون نيبون، طوكيو برودكاستنغ سيستم، تلفزيون أساهي، تلفزيون طوكيو | [ 1 ]                |
| كازاخستان | Kazakhstan, Perviy Kanal Evraziya | [ 1 ]                |
| كينيا | KBC | [ 1 ]                |
| شبه الجزيرة الكورية قائمة البلدان - كوريا الشمالية - كوريا الجنوبية | نظام بث سول | [ 1 ]                |
| كوسوفو | راديو وتلفزيون كوسوفو، Digit-Alb | [ 1 ]                |
| لاوس | TVLAO | [ 1 ]                |
| لاتفيا | LTV | [ 1 ]                |
| ليختنشتاين | هيئة الإذاعة السويسرية | [ 1 ]                |
| ليتوانيا | LRT | [ 1 ]                |
| ماكاو | TDM | [ 1 ]                |
| مقدونيا | MRT | [ 1 ]                |
| مدغشقر | MATV | [ 1 ]                |
| ماليزيا | RTM، Astro | [ 1 ] [ 15 ]         |
| مالي | ORTM | [ 1 ]                |
| مالطا | PBS | [ 1 ]                |
| موريشيوس | MBC | [ 1 ]                |
| المكسيك | تيلفيزا، تلفزيون الأزتيكا، Cinépolis | [ 1 ] [ 16 ]         |
| الشرق الأوسط وشمال أفريقياقائمة البلدان - الجزائر - البحرين - جزر القمر - جيبوتي - مصر - العراق - الأردن - الكويت - لبنان - سلطنة عمان - السلطة الوطنية الفلسطينية - ليبيا - موريتانيا - المغرب - قطر - السعودية - الصومال - السودان - سوريا - تونس - الإمارات العربية المتحدة - اليمن | بي إن سبورت | [ 1 ] [ 17 ] [ 18 ]  |
| مولدوفا | TeleRadio-Moldova | [ 1 ]                |
| موناكو | تي أف 1، بي إن سبورت | [ 1 ] [ 12 ]         |
| منغوليا | Emerge Media | [ 1 ]                |
| الجبل الأسود | RTCG | [ 1 ]                |
| موزمبيق | TVM | [ 1 ]                |
| ميانمار | Sky Net | [ 1 ]                |
| ناميبيا | NBC | [ 1 ]                |
| هولندا | نيديرلاندز أومروب ستيكتينغ ‏ | [ 1 ]                |
| نيوزيلندا | تلفزيون نيوزيلندا، Sky Sport [الإنجليزية] | [ 19 ]               |
| نيكاراغوا | Televicentro، Ratensa | [ 1 ]                |
| النيجر | ORTN | [ 1 ]                |
| نيجيريا | Broadcasting Organisation of Nigeria, Optima Sports Management International | [ 1 ]                |
| النرويج | NRK، تي في 2 ‏ | [ 1 ]                |
| أوقيانوسياقائمة البلدان - ساموا الأمريكية5 - جزر كوك - فيجي - كيريباتي - ولايات ميكرونيسيا المتحدة - ناورو - نييوي - جزر ماريانا الشمالية5 - بالاو - بابوا غينيا الجديدة - ساموا - جزر سليمان - تونغا - توفالو - فانواتو | Click Pacific | [ 1 ]                |
| بنما | Corporación Medcom, Televisora Nacional, Cable Onda | [ 1 ]                |
| باراغواي | SNT، TV Acción, Telefuturo، Millicom | [ 1 ]                |
| بيرو | Andina de Televisión، دايركت تي في | [ 1 ]                |
| الفلبين | أي بي إس-سي بي إن | [ 1 ] [ 20 ]         |
| بولندا | التلفاز البولندي | [ 1 ]                |
| البرتغال | RTP، CMTV، SportTV | [ 21 ] [ 22 ] [ 23 ] |
| رومانيا | TVR | [ 1 ]                |
| روسيا | القناة الأولى الروسية، شركة عموم روسيا للراديو والتلفزيون الحكومية | [ 1 ]                |
| رواندا | Télévision Rwandaise | [ 1 ]                |
| السنغال | RTS | [ 1 ]                |
| صربيا | RTS | [ 1 ]                |
| سيشل | SBC | [ 1 ]                |
| سلوفاكيا | RTVS | [ 1 ]                |
| سلوفينيا | RTVSLO | [ 1 ]                |
| سنغافورة | سينجتل | [ 1 ]                |
| جنوب أفريقيا | SABC، SuperSport | [ 24 ]               |
| جنوب آسيا قائمة البلدان - بنغلاديش - بوتان - الهند - جزر المالديف - نيبال - باكستان - سريلانكا | MSM Satellite | [ 1 ] [ 14 ] [ 25 ]  |
| إسبانيا | Mediaset España، Gol Televisión | [ 26 ] [ 27 ]        |
| جنوب الصحراء الكبرى الأفريقي6قائمة البلدان - أنغولا - بنين - بوتسوانا - بوركينا فاسو - بوروندي - الكاميرون - الرأس الأخضر - جمهورية أفريقيا الوسطى - تشاد - جمهورية الكونغو - ساحل العاج - DR Congo - غينيا الاستوائية - إريتريا - إثيوبيا - الغابون - غامبيا - غانا - غينيا بيساو - غينيا - كينيا - ليسوتو - ليبيريا - مدغشقر - مالاوي - مالي - موريشيوس - موزمبيق - ناميبيا - النيجر - نيجيريا - رواندا - السنغال - سيشل - سيراليون - سوازيلاند - تنزانيا - توغو - أوغندا - زامبيا - زيمبابوي | SuperSport، كنال+ | [ 1 ] [ 28 ] [ 29 ]  |
| سورينام | STVS | [ 1 ]                |
| سوازيلاند | STVA | [ 1 ]                |
| السويد | التلفزيون السويدي، TV4 | [ 1 ]                |
| سويسرا | إذاعة سويسرا العالمية | [ 1 ]                |
| تايوان | ELTA, Era Television | [ 1 ]                |
| تنزانيا | TBS | [ 1 ]                |
| تايلاند | World Cup Channel | [ 1 ]                |
| تيمور الشرقية | RTTL | [ 1 ]                |
| توغو | TVT | [ 1 ]                |
| ترينيداد وتوباغو | One Caribbean Media | [ 1 ]                |
| تركيا | مؤسسة الإذاعة والتلفزيون التركية | [ 1 ]                |
| أوكرانيا | NTKU، أوكرانيا، كرة القدم | [ 1 ] [ 30 ]         |
| المملكة المتحدةالأمم القومية والأقاليم - إنجلترا - اسكتلندا - ويلز - أيرلندا الشمالية - Channel Islands - جزيرة مان | بي بي سي، التلفزيون المستقل | [ 1 ] [ 22 ]         |
| الولايات المتحدة والأقاليم - ساموا الأمريكية - غوام - جزر ماريانا الشمالية - بورتوريكو - جزر العذراء الأمريكية7 - Baker Island - Howland Island - Jarvis Island - Johnston Atoll - Kingman Reef - Midway Islands - Navassa Island - Palmyra Atoll - Wake Island | هيئة الإذاعة الأمريكية، إي إس بي إن،يونيفزيون | [ 1 ] [ 31 ]         |
| الأوروغواي | Monte Carlo TV، Sociedad Anonima Emisoras de Television y Anexos, Sociedad Televisora Larrañaga                                                                                                  | [ 1 ]                |
| فنزويلا | Meridiano Televisión، فنزفزيون، TVes، دايركت تي في | [ 1 ]                |
| فيتنام | تلفزيون فيتنام | [ 1 ]                |
| زامبيا | ZNBC، MUVI TV | [ 1 ]                |
| زيمبابوي | ZBC | [ 1 ]                |